# Neumichtis expulsa
Neumichtis expulsa là một loài bướm đêm thuộc họ Noctuidae. Nó được tìm thấy ở Úc, bao gồm Tasmania.
Sải cánh dài khoảng 30 mm.

## Hình ảnh

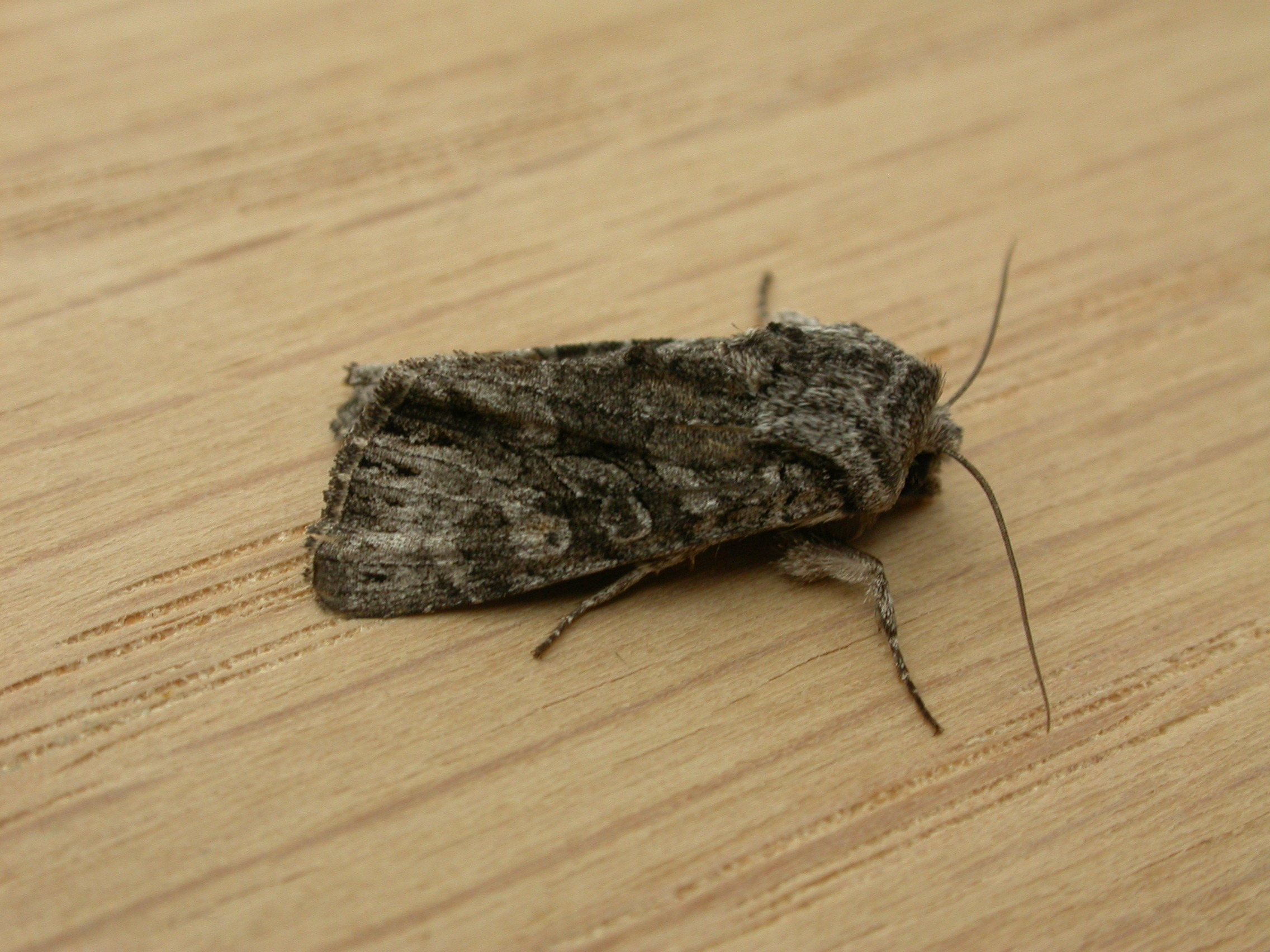
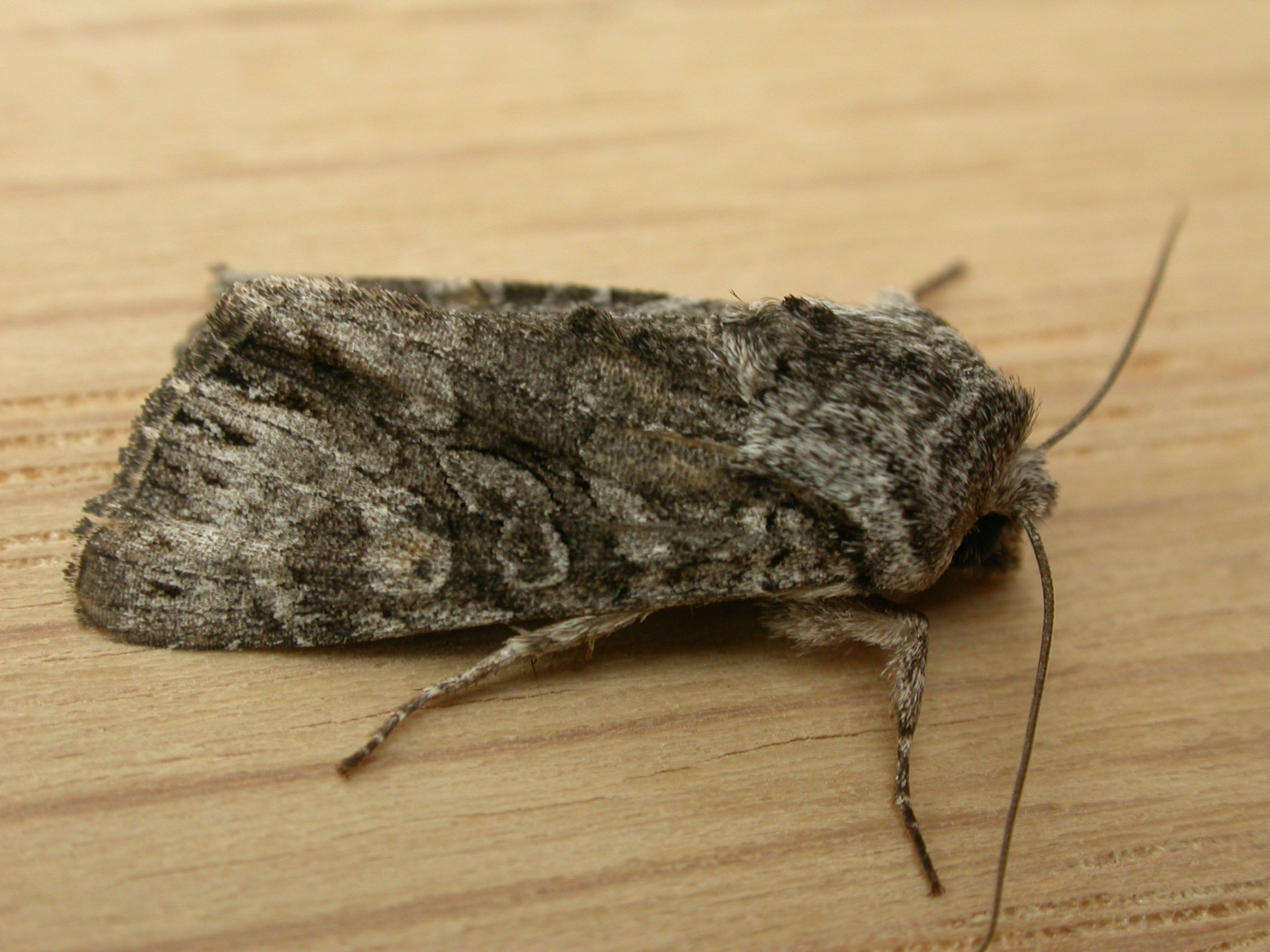
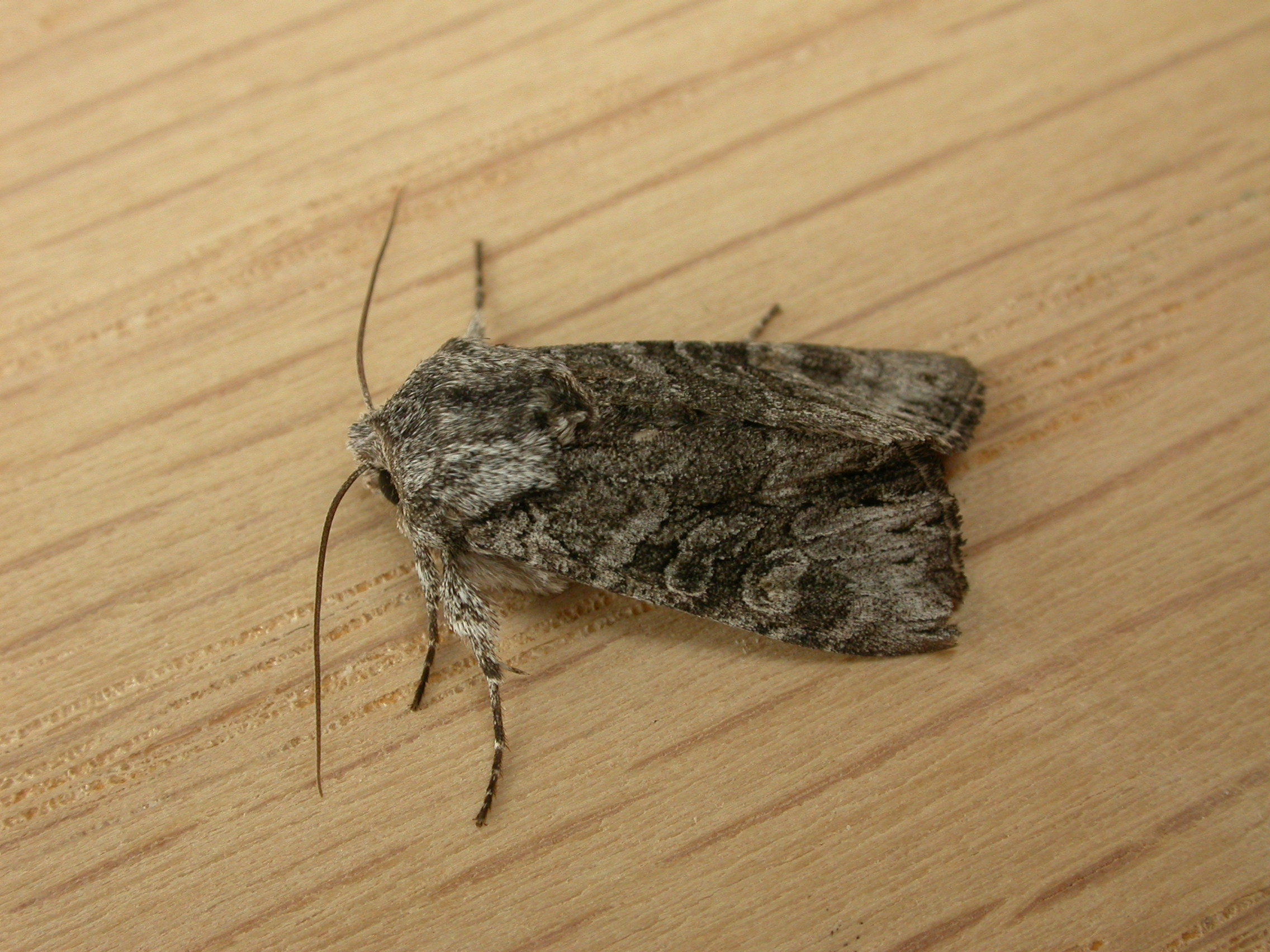
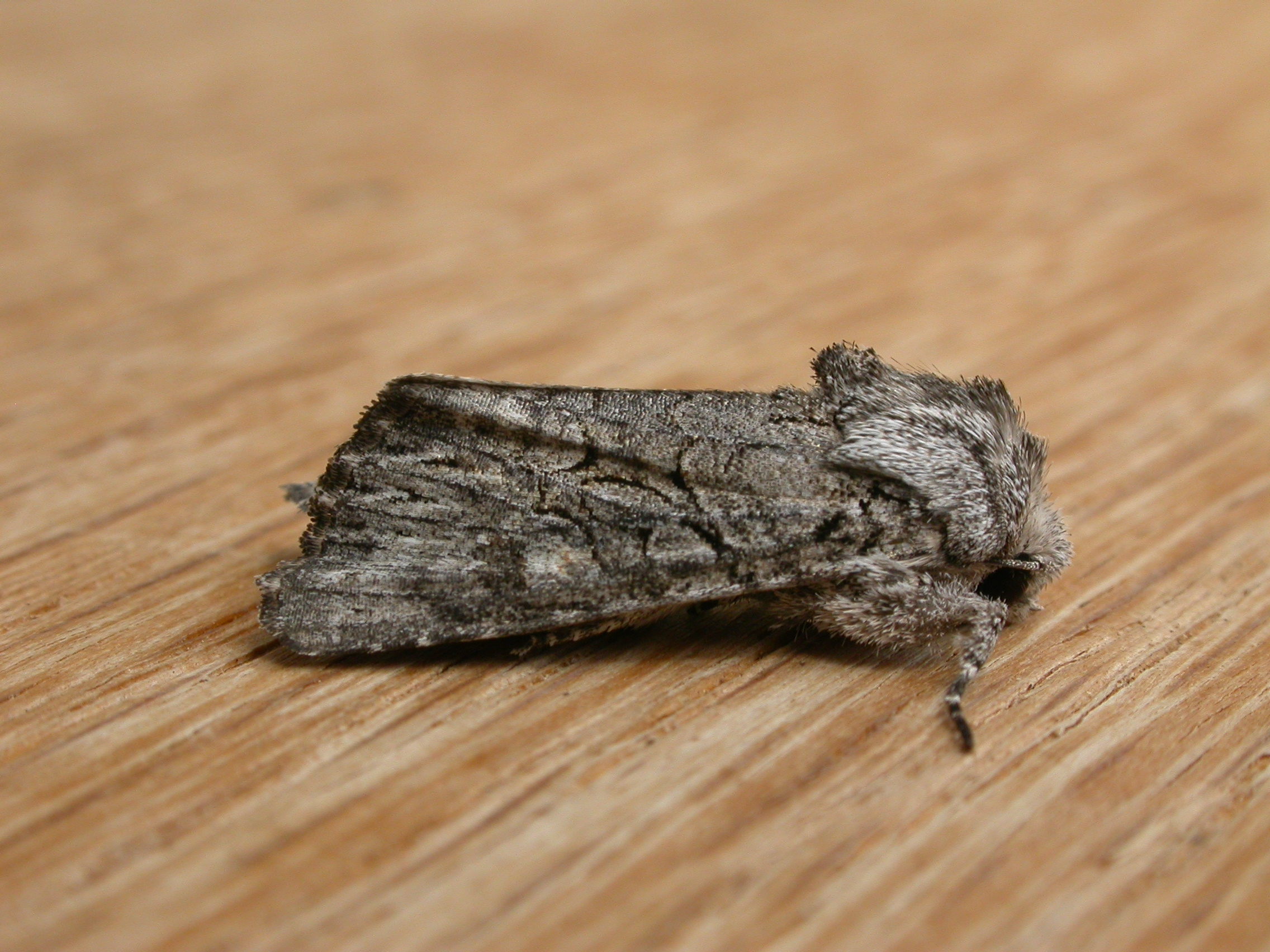